# Binder von Krieglstein (Adelsgeschlecht)
Binder von Krieglstein ist der Name eines österreichischen Adelsgeschlechts, das ursprünglich aus dem Elsass stammte. Angehörige dieser 1759 in den Reichsfreiherrenstand erhobenen Familie waren vor allem als  Verwaltungsbeamte, Politiker und Militärs im Dienste der Habsburger von Bedeutung.

## Geschichte
Die aus Colmar im Elsass stammende Patrizierfamilie Binder erhielt 1509 einen Wappenbrief. 1550 wurde die Familie in den Reichsadelsstand erhoben, 1723 mit dem Prädikat „von Krieglstein“ in den Reichsritterstand, und 1759 schließlich in den Reichsfreiherrenstand.
Im Dienst der Habsburger stellten die Binder von Krieglstein im Lauf der Jahrhunderte eine Reihe von Verwaltungsbeamten, Politikern und Militärs.

## Wappen

Familienwappen laut Adelsdiplom von 1759

Mit der Erhebung des k. und k. Reichshofrates Johann von Binder und seines Bruders Ludwig in den alten Reichsritterstand mit dem Prädikat „Edle von Krieglstein“ am 12. Juni 1723 bestätigte Kaiser Karl Vl. auch eine Besserung des bereits geführten Wappens. In der „Descriptio armorum“ im Adelsbrief wird auf die Gestaltung des nun quadrierten Wappenschildes eingegangen, der sich aus je zwei Teilen des alten Wappens der Familie Binder von 1648 sowie des der Krieglsteiner von 1598 zusammensetzt: „[...] einen quartrierten Schild mit einer rothen mitten in dem Schild befindlichen Sonne, in dessen vorder obern blau od(er) laßurfarb Feldung sich ein sechseckigter Stern zeiget, die hinten untern ist in mitte übereck gleich abgetheilet, deß der untere Theil blau, worinnen ein gelber Sonnenschein mit sieben unter sich gehenden Strahlen erscheinet, der obere aber gelb, in demselben gelben liegen übereck zwey lange blawe Quadrat-stein, und in mitte auch derenselben noch ein solcher blauer langer Quadrat-stein, also, daß darzwischen die gelbe Farb gesehen wird, in der vordern hinteren weiß- oder silberfarben Feldung befindet sich ein rother Thurm mit vom obeneinander dreyen Fenstern, und in der Höhe mit fünf Zinnen, in der untern vordern aber welche ebenfalls weis- oder silberfarb ist, ein offener Granatapfel mit grünem Stengel und Blätern [...]“
Am 17. Mai 1759 wurde Johann Binder Edler von Krieglstein, der zum damaligen Zeitpunkt „Administrations Commisarius in den preussischen Landen“ war, „[...] wegen seiner gantz besondern ausnehmenden Gelehrtheit, Fähig- und Geschicklichkeit [...] durch viele Jahre in seiner aufgehabten Reichs-Hof-Raths Bedienung [...]“ in den erbländisch-österreichischen und Reichsfreiherrnstand mit dem Ehrenwort „Wohlgeboren“ erhoben. Im Reichsfreiherrenstandsdiplom wird von vielen weiteren Besserungen gesprochen, unter anderem befindet sich nun zu jeder Seite des Hauptschildes ein goldener Greif als Schildhalter.

## Bekannte Personen
Zu den bedeutendsten Mitgliedern der Familie gehören:
- Friedrich Freiherr Binder von Krieglstein (1708–1782): Referent der Geheimen Staatskanzlei, später Staatsrat und Wirklicher Geheimer Rat. Als enger Vertrauter und Mitarbeiter des Staatskanzlers Fürst Kaunitz war er fünfunddreißig Jahre hindurch für das Haus Habsburg tätig.
- Christian Freiherr Binder von Krieglstein: Diesem 1724 geborenen Offizier wurde 1759 nach der Schlacht bei Frankfurt an der Oder aufgrund seiner Tapferkeit das Ritterkreuz des Maria-Theresia-Ordens zuerkannt, die höchste militärische Auszeichnung der Monarchie.
- Anton Freiherr Binder von Krieglstein († 1791): Diplomat war Hofrat. Er war  lange Jahre in Neapel, in der Türkei und zuletzt auch als k. und k. bevollmächtigter Minister in Niedersachsen tätig.
- Franz Freiherr Binder von Krieglstein (1774–1855) stand 42 Jahre im aktiven diplomatischen Dienst, zählte zu den engeren Mitarbeitern Philipps Graf Stadion und des Fürsten Metternich und gilt als einer der Wegbereiter des Wiener Kongresses.
- Carl Freiherr Binder von Krieglstein (1869–1905), der als österreichischer Offizier in den preußischen Generalstab wechselte, verfasste einige bedeutende militärgeschichtliche Werke und in seiner Eigenschaft als Forstrat auch forstwissenschaftliche Abhandlungen. Sein Bruder war Eugen Freiherr Binder von Krieglstein.
- Eugen Freiherr Binder von Krieglstein (1873–1914) war ebenfalls zuerst Offizier, dann Kriegsberichterstatter für verschiedene Zeitungen und schrieb eine Reihe Reiseromane[Anmerkung 1]
- Bruno Binder-Krieglstein (1908–1990) war als Leiter der Kulturabteilung im Amt der steiermärkischen Landesregierung tätig

## Heutiger Stand der Familie
Mitglieder der Familie Binder-Krieglstein leben heute in Österreich, Deutschland und Belgien.
Nach dem Ende der Monarchie in Österreich-Ungarn wurde vom Parlament von Deutschösterreich am 3. April 1919 die Aufhebung des Adels beschlossen. Infolge dieses Adelsaufhebungsgesetzes verloren die österreichischen Staatsbürger aus der Familie das Recht zum Gebrauch ihrer Titel.
In Österreich tragen derzeit rund 30 Personen den Namen Binder-Krieglstein. Die Anzahl der zur Familie zählenden Personen ist allerdings um ein Vielfaches größer.
In der Öffentlichkeit heute vielleicht am bekanntesten ist der Musiker Rainer Binder-Krieglstein (Urenkel des oben erwähnten Schriftstellers Eugen Freiherrn Binder von Krieglstein), der in den 2000er Jahren unter dem Namen Binder & Krieglstein vier Alben veröffentlicht hat.